# Bob Ludwig
Bob Ludwig, all'anagrafe Robert C. Ludwig, (Savannah, 1945), è un tecnico del suono statunitense, attivo soprattutto nel campo del mastering.

## Biografia
Nel corso della sua carriera ha lavorato principalmente nel campo del mastering incidendo per tutte le principali major discografiche del mondo. Ha collaborato con oltre 1.300 artisti, inclusi Bastille, Led Zeppelin, Rush, Jimi Hendrix, The Police, Paul McCartney, Eric Clapton, Anastacia, Rolling Stones, Yes, Def Leppard, Nirvana, The Who, Bruce Springsteen, Dire Straits, Daft Punk, Beck, Bryan Adams, Leonard Cohen, Metallica, Simple Minds, Queen, U2, David Bowie, Madonna, Gloria Estefan, Megadeth, Tori Amos, Tool, Bee Gees, Kronos Quartet, Guns N' Roses, Bonnie Raitt, Radiohead, Coldplay, Frank Zappa, Lionel Richie, Lou Reed, No Doubt, Creedence Clearwater Revival e tantissimi altri. Tra gli artisti italiani ha masterizzato anche dischi di Negramaro, Andrea Bocelli e Carmen Consoli.